# 【es】 Mr.Children in FILM
『【es】 Mr.Children in FILM』（エス ミスターチルドレン イン フィルム）は、1995年6月3日に公開されたMr.Childrenのドキュメンタリー映画。同年12月15日にVHS、12月25日にLDでパッケージ化された。

## 概要
VHS版とLD版の発売となり、ポスターが同梱されている。
Mr.Childrenの音楽とは、そしてその音楽を通して何を伝えて行きたいか、といったテレビではなかなか伝えきれない事を形にするために、ドキュメンタリー映画という形式がとられた。『mr.children '94 tour innocent world』と『Mr.Children '95 Tour Atomic Heart』の2つの異なるライブツアーを媒体に、普段はなかなか語りつくせない長編インタビューを交え、その音楽性に迫っている。
映画の公開に先立って、4月30日「東急FUNスタジオ」（現：渋谷Bunkamuraスタジオ）にて、Mr.Childrenと小林武史が出席し、共同記者会見が行われた。その後桑田佳祐と共同で開催したツアー『LIVE UFO '95 "Acoustic Revolution with Orchestra" 奇跡の地球』の東京公演が行われた国立代々木競技場で、一般客を集めた特別試写会を行った。これは有料だったが、阪神・淡路大震災の義援金チャリティーを兼ねていた。
2022年現在はVHS版、LD版共に廃盤となっており、再リリース・再上映も行われていないため本作の視聴は困難である。ただし、「フラジャイル」は『シーソーゲーム 〜勇敢な恋の歌〜』のカップリングに、「innocent world」と「Dance Dance Dance」は2022年リリースの『Mr.Children 2011-2015』に、それぞれ本作と同じ音源が収録されている。

## 演奏
- Mr.Children
  - 桜井和寿：Vocal & Guitar
  - 田原健一：Guitar
  - 中川敬輔：Bass
  - 鈴木英哉：Drums
- 桑田佳祐
- Support musician
  - 小林武史
  - 長田功
  - 小幡英之
  - 浦清英
  - 松本賢

## 収録内容
1. フラジャイル
  - 1995年5月3日、渋谷で行われたゲリラライブの映像。
  - モノクロ映像。
  - 小林武史がキーボードを担当している。
  - 後に「シーソーゲーム 〜勇敢な恋の歌〜」のカップリングに本音源が収録された。
2. インタビュー
  - 桜井が、制作途中でほとんど歌詞がない状態の「【es】 〜Theme of es〜」で口ずさんでおり、同時にピアノ主体のデモテープの音源が流れている。
  - 桜井が、『'94 tour innocent world』『'95 Tour Atomic Heart』を行った理由について語っている。
3. 蜃気楼
  - 『'94 tour innocent world』の映像。
  - 1番のみ収録。
  - 桜井の姿が影であえて見えない状態となっているが、終盤にライトが照らされてサングラス姿の桜井が現れる。
4. インタビュー
  - 田原が、突然大ブレイクした自分たちや自分自身について語っている。
5. and I close to you
  - 『'94 tour innocent world』の映像。
  - 直前にリハーサル映像が挿入されており、演奏中に数回楽屋などの映像が映し出されている。
6. インタビュー
  - 桜井が、ツアー中に娘が産まれたことについて語ったり、新生児室で対面したときの様子が収録されている。
7. ジェラシー
  - 『'94 tour innocent world』の映像。
  - 2番の途中でフェードアウトする。
8. インタビュー
  - 桜井が、ある時見た怖い夢について語っている。のちの「雨のち晴れ」に繋がっている。
  - ファンの出待ちや追っかけの様子も映し出されている。
9. 雨のち晴れ
  - 『'94 tour innocent world』の映像。
  - アンコールの1曲目に演奏されていた曲で、サラリーマンの日常を描いたメンバーらによる寸劇スタイルとなっている。そのため、途中で名刺を交換するようなシーンや通勤するサラリーマンのような映像が映し出されている。
  - 田原以外のメンバーはスーツ姿になっており、桜井と中川は眼鏡をかけている。田原は寸劇に参加せずにギターを演奏しているが、中川と鈴木は終盤から演奏に参加した。
  - 同バージョンのスタジオ音源が後日8thシングル『【es】 〜Theme of es〜』のカップリングに収録された。
10. 映像
  - ライブツアー『Mr.Children '95 Tour Atomic Heart』のステージセットの準備や観客が入場する様子が映し出されている。
11. Dance Dance Dance
  - 『'95 Tour Atomic Heart』の映像。
  - 情報が飽和した社会を具現化している。
  - 桜井はサングラスをかけている。
12. Round About 〜孤独の肖像〜
  - 『'95 Tour Atomic Heart』の映像。LD版ではこの曲でSIDE1が終了する。
13. 映像
  - オーストラリアでの「Tomorrow never knows」や「【es】 〜Theme of es〜」のミュージック・ビデオの撮影の様子や日常風景。
14. インタビュー
  - 桜井が、「Tomorrow never knows」や「【es】 〜Theme of es〜」のミュージック・ビデオで映し出される列車内で、「Tomorrow never knows」の制作裏について語っている。
15. Tomorrow never knows
  - 『'95 Tour Atomic Heart』の映像。
  - 桜井のインタビュー中にイントロに入り「昨日の自分より今日の自分が好きでありたい」と語った後、そのまま演奏に入る。
  - ライブとしては非常に珍しく、桜井がエレクトリック・ギターを使用している。
  - ミュージック・ビデオとライブ映像が交互に映し出される[注 1]。
16. インタビュー
  - 鈴木が中川にインタビューしている。
  - 「奇跡の地球」の制作風景や桑田と出会うシーン、『Act Against AIDS’94』のライブ映像の一部が映し出されている。
17. Asia（エイジア）
  - 『'95 Tour Atomic Heart』の映像。
  - イントロ前のMCでは、終戦50年目を迎えて改めて戦争について桜井が語っている。
18. インタビュー
  - メンバー4人で「es」、昨今のオカマであることを公表しやすくなった情勢について語っている。
19. ラヴ コネクション
  - 『'95 Tour Atomic Heart』最終日横浜アリーナの映像。
  - 巨大な女性のバルーンや白人女性ダンサーを迎えるなど、新しい試みが多かった。
  - 大サビの前には間奏の時間を拡大して「妖艶に踊る白人女性ダンサーをビデオカメラで撮る桜井」といった構図が取られていた。
  - 「【es】 〜Theme of es〜」のミュージック・ビデオに映像が一部使用されている。
20. everybody goes -秩序のない現代にドロップキック-
  - 『'95 Tour Atomic Heart』最終日横浜アリーナの映像。
  - 前曲と繋げて演奏された。
  - このツアーで1番盛り上がる曲だと後に小林が語っている。
21. CROSS ROAD
  - 『'95 Tour Atomic Heart』最終日横浜アリーナの映像。
  - モノクロ映像。
  - 桜井のトークから始まり、終わった直後にそのまま演奏する形になっている。
  - ラスサビの途中でフェードアウトし、打ち上げの様子が映し出される。
22. インタビュー
  - 桜井が、次曲の「innocent world」でブレイクしたことについて語っている。
23. innocent world
  - 『'95 Tour Atomic Heart』の映像。
  - 本楽曲としては珍しく桜井がギターを弾きながら歌っているが[注 2]、ラスサビではハンドマイクで歌っている。
  - イントロ前に、1番のサビをアカペラアレンジで歌っている[注 3]。
  - ラスサビを観客に歌わせている。
24. 【es】 〜Theme of es〜
  - エンディング。オーストラリアでの様子やツアー風景が映し出されている。なおラスサビ以降は本曲のミュージック・ビデオと同じ映像が使用されている。
  - スタッフロールが流れる。

### BONUS TRACK
1. シーソーゲーム 〜勇敢な恋の歌〜
  - ソフト化するにあたり追加されたPV映像。
  - レーザーディスク版ではこの曲のみが2枚目のディスクに収録されている。

## スタッフ
- 監督：小林武史
- 製作：小池真也
- 製作総指揮：小林武史、AKIRA YASUKAWA
- 撮影：柴崎幸三、前嶋輝
- 音楽：Mr.Children
- 主題歌「【es】 〜Theme of es〜」
- 美術：信藤三雄
- 編集：冨田功
- 録音：平沼浩司
- 助監督：KEIJIRO MATSUO、KENJI NAKAMURA